# UAE Tour
Az UAE Tour (arabul: جولة الإمارات) egy évente megrendezett országúti kerékpárverseny az Egyesült Arab Emírségekben. Első alkalommal 2019-ben rendezték meg az UCI World Tour versenysorozat részeként. A verseny a korábbi Abu Dhabi Tour és Dubai Tour összevonásából jött létre.

## Győztesek
| Év   | Összetett verseny ·               | Hegyi pontverseny ·                  | Sprintverseny ·                    | Fiatal versenyzők ·               |
| ---- | --------------------------------- | ------------------------------------ | ---------------------------------- | --------------------------------- |
| 2019 | Primož Roglič (Team Jumbo–Visma)  | Elia Viviani (Deceuninck–Quick-Step) | nem lett kiosztva                  | David Gaudu (Groupama-FDJ)        |
| 2020 | Adam Yates (Mitchelton-Scott)     | Caleb Ewan (Lotto-Soudal)            | Veljko Stojnić (Vini Zabù–KTM)     | Tadej Pogačar (UAE Team Emirates) |
| 2021 | Tadej Pogačar (UAE Team Emirates) | David Dekker (Team Jumbo–Visma)      | Tony Gallopin (AG2R Citroën Team)  | Tadej Pogačar (UAE Team Emirates) |
| 2022 | Tadej Pogačar (UAE Team Emirates) | Jasper Philipsen (Alpecin-Fenix)     | Dmitrij Sztrahov (Gazprom-RusVelo) | Tadej Pogačar (UAE Team Emirates) |